# Truchanki
Truchanki (biał. Труханкі; ros. Труханки) − wieś na Białorusi, w obwodzie witebskim, w rejonie postawskim, w sielsowiecie Komaje.

## Historia
W czasach zaborów wieś w okręgu wiejskim Werenki, w gminie Kobylnik, w powiecie święciańskim, w guberni wileńskiej Imperium Rosyjskiego. W 1866 roku liczyła 73 mieszkańców 6 domach. Należała do dóbr Botwiłocze, własność Chlewińskich (7 dusz rewizyjnych) i do dóbr skarbowych (29 dusz rewizyjnych). W 1905 roku wymieniono dwie wsie. Truchanki 1 liczyły 39 mieszkańców, 20 dziesięcin; Truchanki 2 liczyły 76 mieszkańców, 145 dziesięcin.
Po I wojnie światowej pod administracją polską, w Zarządzie Cywilnym Ziem Wschodnich. W latach 1920–1922 w składzie Litwy Środkowej.
Od 11 kwietnia 1922 wieś leżała w Polsce, w województwie wileńskim, w powiecie święciańskim, od 1926 roku w powiecie postawskim, w gminie Kobylnik.
W 1931 wieś w 22 domach zamieszkiwało 116 osób.
W 1938 roku miejscowość należała do gromady Stawiszowo gminy Kobylnik.
Do 1945 w Polsce. Od 1946 roku w granicach Związku Sowieckiego. Od 1991 w niepodległej Białorusi.
Do 2013 roku w sielsowiecie Szyrki.